# Onze-Lieve-Vrouwekerk (Grazen)

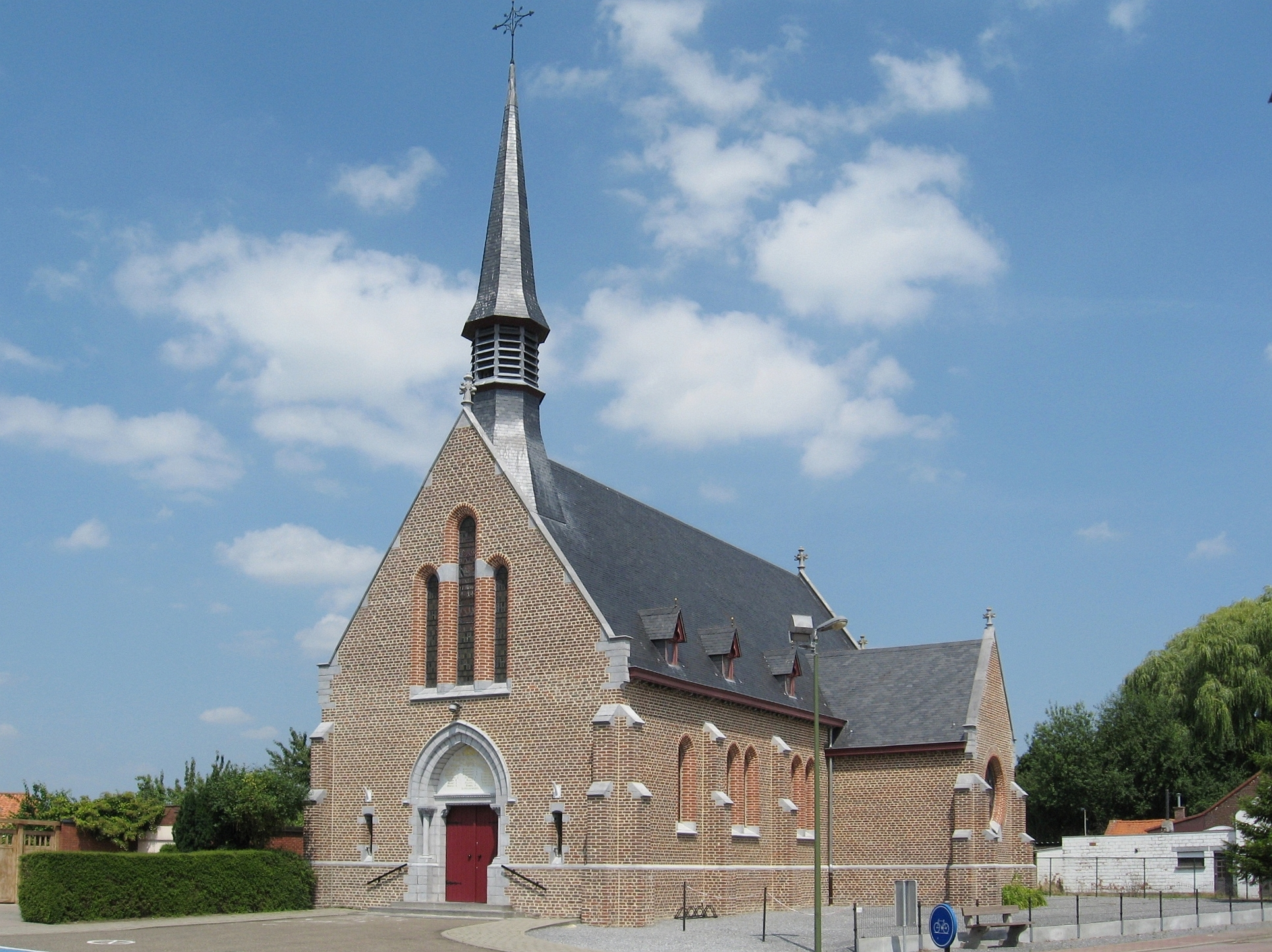
Onze-Lieve-Vrouwekerk

De Onze-Lieve-Vrouwekerk is de parochiekerk van de tot de Vlaams-Brabantse gemeente Geetbets behorende plaats Grazen, gelegen aan de Vijverstraat 28.
De kerk werd in 2024 ontwijd en gekocht door de gemeente Geetbets.

## Geschiedenis
Grazen behoorde vanouds tot het Graafschap Loon en de gelovigen vielen onder de parochie van Wilderen. Er bestond op het domein van de Abdij van Oriënten een Onze-Lieve-Vrouwekapel. In 1802 werd Grazen afhankelijk van de parochie van Geetbets en in 1821 kreeg de kapel een zekere zelfstandigheid.

## Gebouw
De Onze-Lieve-Vrouwekerk, gewijd aan Onze-Lieve-Vrouw Bezoeking, werd in 1896-1898 gebouwd. Het is een eenbeukig bakstenen neogotisch kerkje met een recht afgesloten koor en een spitse dakruiter.

## Interieur
De kerk bezit een barokpreekstoel van omstreeks 1700 en verder een 16e-eeuws beeld Christus in het graf en een 18e-eeuws kruisbeeld.